# Berberis jobii
Berberis jobii là một loài thực vật có hoa trong họ Hoàng mộc. Loài này được Orsi mô tả khoa học đầu tiên năm 1973.